# Torneio medieval

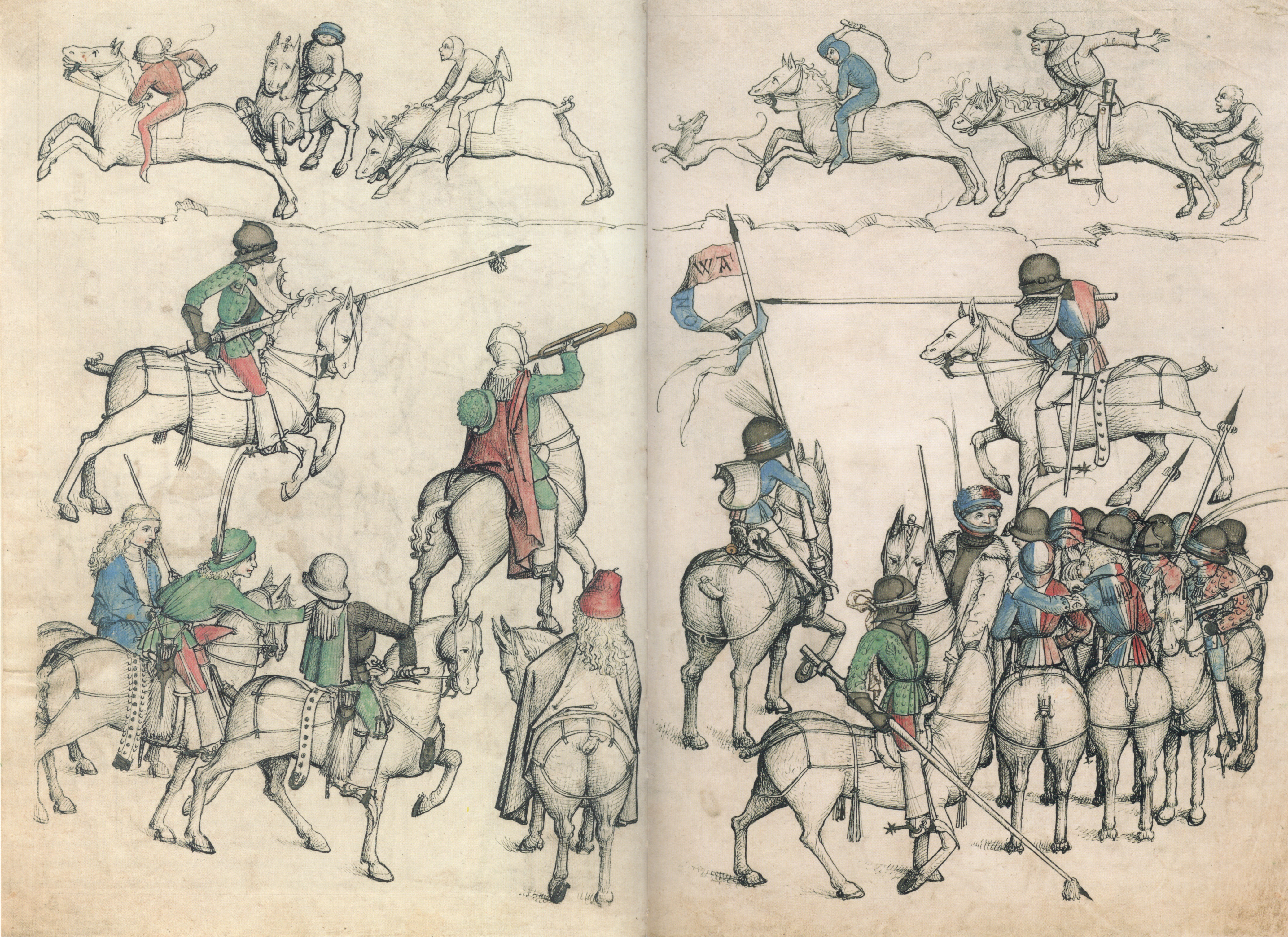
Torneio alemão em ca. 1480, pelo Mestre de Housebook

Torneio medieval (ou Justas) é o nome popular dado às competições de cavalaria ou pelejas por diversão da Idade Média e Renascimento (séculos XII ao XVI). O nome deriva do francês antigo, torneiement, tornei e era muito popular. Era um tipo de hastiludia.
Os arautos e os reis de armas eram os responsáveis pela divulgação do torneio. No dia do evento era uma grande emoção no local. Todos estavam se preparando para ir para o local indicado pelos desdobramentos de acordo com sua classe e posição, pelo vestuário de luxo, roupas, cavalos, paramentos, armaduras, ornamentos, armas, entre outras.
Dado o sinal de partida ao som de instrumentos, para marcar a animação (fanfarra), eram apresentados os cavaleiros nas listas com um grande séquito. Várias eram as modalidades disputadas, sendo a mais famosa, a Justa.

## Origens
As simulações de batalhas entre cavaleiros começaram no século X e foram imediatamente condenadas pelo segundo Concílio de Latrão, sob o Papa Inocêncio II, e pelos reis da Europa, os quais se opunham aos ferimentos e mortes de cavaleiros no que eles consideravam uma atividade frívola. Os torneios floresceram, entretanto, e se tornaram parte da vida do cavaleiro.
Tornaram-se mais elaborados com o passar dos séculos. Eles se tornaram importantes eventos sociais os quais atraiam patronos e competidores de grandes distâncias. Arenas especiais foram construídas com arquibancadas para espectadores e pavilhões para os combatentes.
Cavaleiros continuavam a competir individualmente e também em equipes. Eles duelavam entre si usando uma variedade de armas e simulavam batalhas corpo-a-corpo com muitos cavaleiros de cada lado. Disputas envolvendo dois cavaleiros lutando com lanças se tornaram o principal evento. Os cavaleiros competiam, como atletas modernos, por prêmios, prestígio e olhares das damas que enchiam as arquibancadas.

## Regras do torneio
As regras do torneio eram as seguintes:

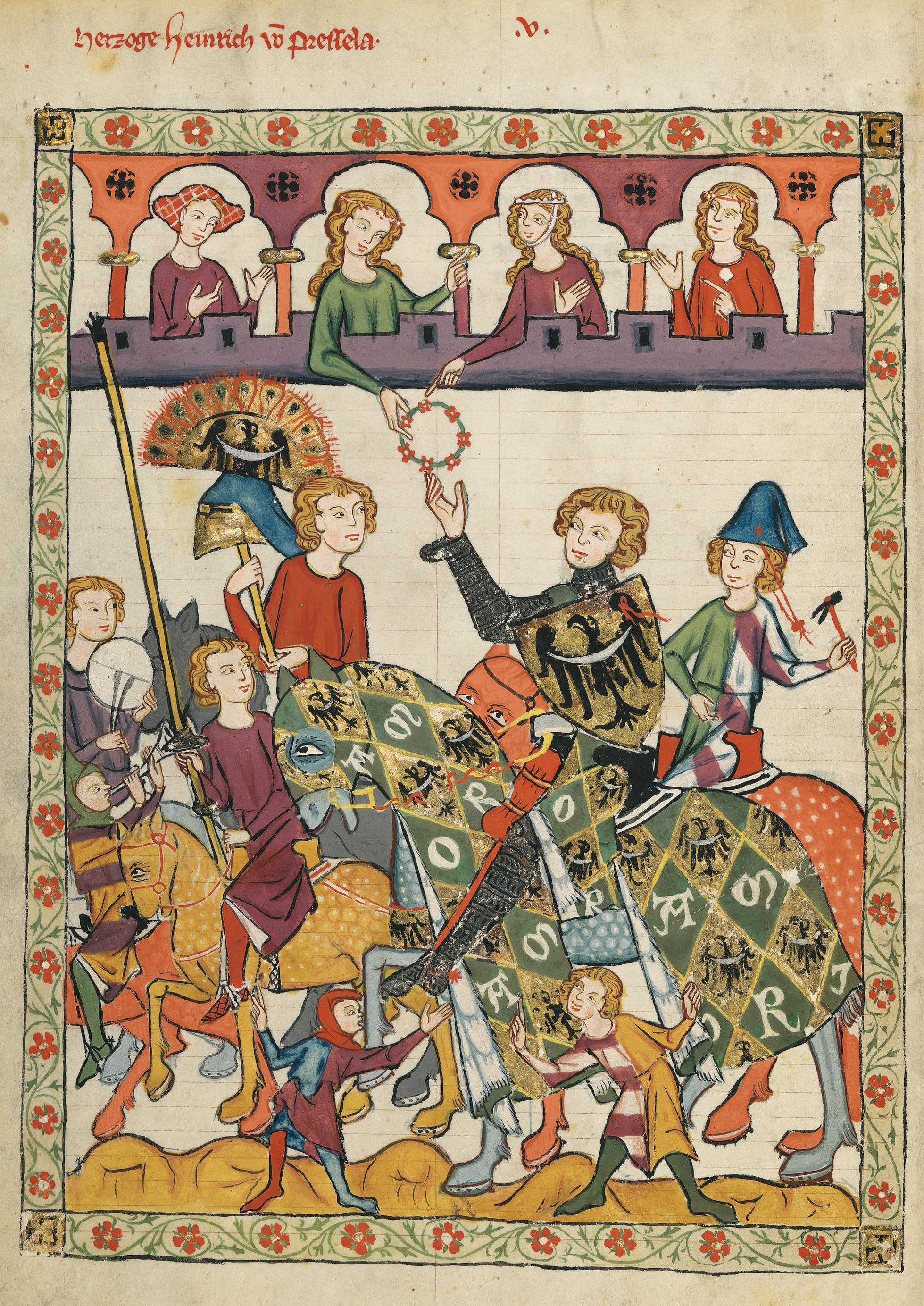
Repartição de prêmios em um torneio

- 1.º- não magoar de ponta ao adversário.
- 2.º- não brigar fora das filas.
- 3.º- não lutar vários cavaleiros contra um.
- 4.º- não machucar o cavalo do rival.
- 5.º- desferir os golpes apenas no rosto e no peito do adversário.
- 6.º- não machucar o cavaleiro que levantar a viseira.

As damas elegiam um juiz de paz para lembrar a clemência quando por alguma falta de cortesia ou violação das regras de cavalaria um combatente se visse rodeado por vários adversários.
Foram seguidos com grande interesse os movimentos dos homens com grande coragem e alegria pelo público presente no evento. A platéia aplaudia cada lance de sorte e jogos em que era mais ilustre a habilidade e a coragem dos combatentes.
O vencido e as armas ficavam a disposição do vencedor. Os vencedores eram saudados com frenéticas aclamações e com prolongados aplausos ao compasso de marchas marciais. Os triunfadores eram conduzidos a receber das mãos dos juízes ou das damas o justo prêmio de sua vitória.
Para terminar era realizado um banquete na que os cavaleiros participantes no evento eram enchidos de atenção.

### Armas

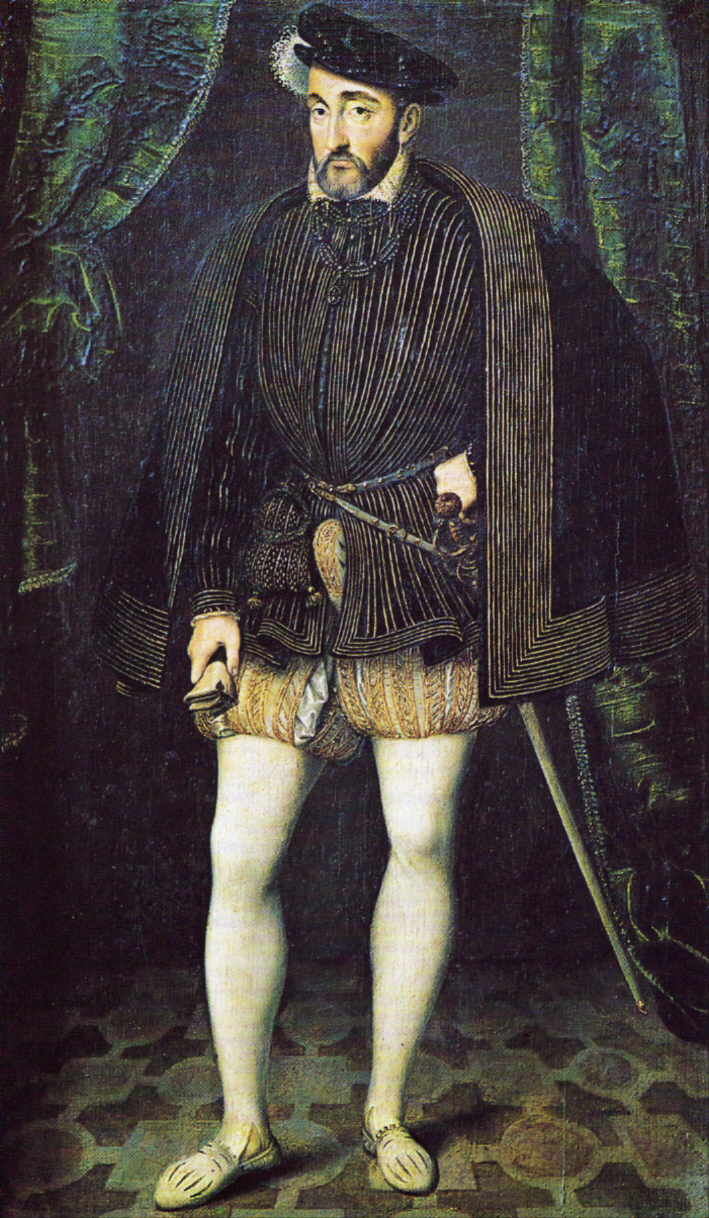
Henrique II da França, falecido durante um torneio

As armas utilizadas eram os bastões, as varas, as lanças sem ferro e com a ponta romba ou espadas sem corte conhecidas pelo nome de armas cortesias ou graciosas por que evitava ferir com gravidade ou matar o adversário.
Nestes jogos o principal objetivo era treinar o cavaleiro para a guerra e não podia suportar a ideia de lesões perigosas, desgraças e até a morte de combatentes.
Embora acontecesse algumas vezes havia aqueles que esqueciam completamente da índole especial dos torneios e cegos de cólera, lutavam contra seus adversários para satisfazer alguma antiga inimizade ou vingar-se, dando voz ao ódio e a inveja de um rival. Às vezes, era em vão que em tal conflito os arautos e reis de armas se interpusessem entre os combatentes.
Portanto, apesar de suas razões e influência, a autoridade dos juízes e o choro das senhoras eram poucos para acalmar as paixões que os adversários possuíam.
Muitos são os exemplos apresentados pela história de personagens que perderam a vida:
- Godofredo II, Duque da Bretanha
- Roberto de Jerusalém
- Filipe, conde de Boulogne e de Clermont
- João I de Brandeburgo
- João I de Brabante
- Henrique II rei da França

## Torneios pelos países

### Na Espanha

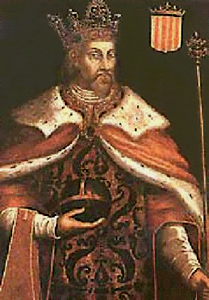
Pedro III de Aragão

Os espanhóis foram desde muito aficcionados nessa classe de jogos crescendo ma cavaleirismo. Com a entrada dos árabes na Espanha, os defensores mais famosos de ambos os lados mediam suas habilidades com suas armas nestes exercícios, de forma cortesa .
As histórias desses tempos referem-se a muitos espectáculos dessa natureza, já tomadas nas cortes dos reis cristãos e mouros.
Um dos mais citados é o torneio acertado entre Carlos de Valois e Pedro III de Aragão com cem cavaleiros de cada parte tendo como motivação a posse do reino da Sicília que corresponderia a esposa do segundo e que o primeiro disputava.
O palanque ficou no território do rei da Inglaterra. Cresceu tanto o número de cavaleiros nacionais, estrangeiros e ainda do grupo contrário que se ofereceu ao monarca aragonês, que receoso do sucesso que Carlos de Valois implorou ao papa que abençoasse o cartel do desafio.

### Em Portugal
Henrique e Raimundo de Borgonha foram os primeiros entusiastas dos torneios em solo ibérico, levando-os a Portugal. É dessa época o sangrento torneio de Arcos de Valdevez, em 1140, onde os guerreiros de Afonso Henriques e os de Afonso VII de Leão lutaram como num "ajuste de contas".
Durante o reinado de Afonso IV de Portugal, as fontes abundam em referências a torneios e, sobretudo, a grandes e notáveis justas, organizadas por ocasião de festas comemorativas de casamentos, de nascimentos ou de batizados de membros da família real. Em Lisboa, ocorriam na Rua Nova e prolongavam-se por vários dias.  A tais entretenimentos dedicam uma atenção minuciosa os célebres Livro da Montaria, de D. João I, e o Livro da Ensinança de Bem Cavalgar Toda Sela, de D. Duarte .

## Intervenção da Igreja
A Igreja tratou de estancar a esse tipo de exercícios militares em tempos de paz, proibindo os torneios e negando a sepultura eclesiástica aos que neles morriam.
Muitos papas lançaram seus anátemas contra os torneios:
- 827 - Papa Eugênio II
- 1140 - Papa Inocêncio II

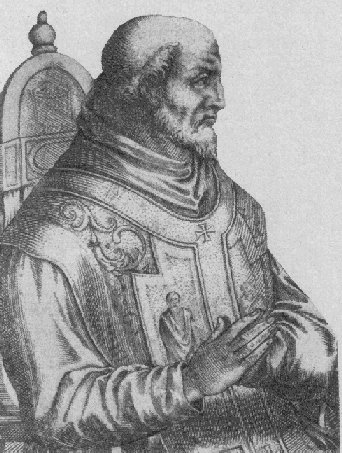
Inocêncio II proibiu os torneios

- 1170 - no Concílio de Latrão, pelo Papa Eugênio III
- Inocêncio IV os proibiu por três anos no Concílio de Leão em 1245 mas não foi uma abolição absoluta e continuaram celebrando os torneios.
- Nos tempos de Felipe o Atrevido da França, o Papa Nicolau III excomungou aos combatentes e espectadores de um torneio celebrado em 1279.
- Finalmente o Papa Nicolau IV em 1288 e o Papa Clemente V renovaram sua proibição.

Não obstante isso, nem dentro da Igreja houve unanimidade sobre esse tema já que houve papas como Papa Urbano V que participou como espectador (O rei João II da França ofereceu a Urbano V um torneio depois de feito prisioneiro em Londres após a batalha de Poitiers dirigindo-se à cidade de Avinhão com objetos cruzados).